# Jean-Baptiste Naudin

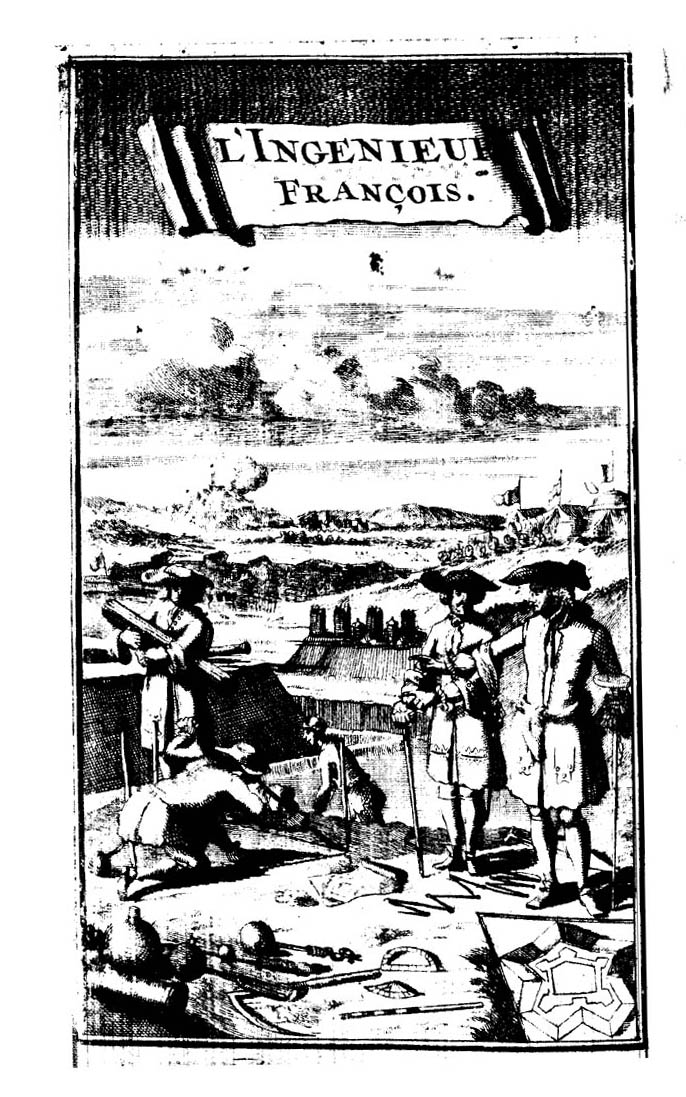
L'Ingénieur françois, 1696

Jean-Baptiste Naudin (... – 1743) è stato un cartografo e ingegnere francese.

## Biografia
Fu ingegnere ordinario presso il re dal 1668 al 1743. 
I Naudin furono tre ingegneri geografi della stessa famiglia che esercitarono la professione tra il 1688 e il 1756. Nel 1742 Naudin "il vecchio" viene nominato primo ingegnere e un anno dopo, nel 1743 diventa cavaliere dell'Ordine di San Luigi.

## Opere
- (FR) L'Ingénieur françois, contenant la géométrie pratique sur le papier et sur le terrain, Paris, Estienne Michallet, 1696.